# Tennis Borussia Berlín
El Tennis Borussia Berlín es un club deportivo de Berlín, Alemania, fundado el 9 de abril de 1902 como la compañía berlinesa de tenis y ping-pong Borussia. Su sección de fútbol milita en la NOFV-Oberliga Nord, una de las ligas regionales que conforman la quinta división de fútbol del país, tras haber descendido en la temporada 2022/23 desde la Regionalliga Nordost.
Aunque el club se fundó originalmente como un club de tenis y tenis de mesa, se descubrió en 1903 el fútbol para ellos y se adquirió por 50 pfennig una licencia que tenía derecho a participar en el campeonato de Berlín. Dado que el tenis de mesa no era particularmente popular entre los nuevos miembros del club, se retiró del programa en el mismo año. Más tarde, se fundó otro departamento de tenis de mesa, que (junto con el Hertha BSC) es el más exitoso de Berlín.
El 21 de mayo de 2010, la asociación presentó una petición ante el tribunal de distrito en Charlottenburg para el inicio de los procedimientos de bancarrota, que se completó con éxito. En diciembre de 2012, la resolución de continuación se aprobó en una junta general según el §42 del Código Civil de Alemania.

## Historia
Fue fundado en el año 1902 en la ciudad de Berlín–Westend con el nombre Berliner Tennis- und Ping-Pong-Gesellschaft Borussia debido a que el club originalmente era de tenis y de tenis de mesa. Borussia latinizado significa Prusia y el nombre se debe a que los equipos deportivos de Prusia llevan ese nombre.
Un año más tarde desarrollaron una rivalidad con el equipo fuerte de Berlín, el Hertha BSC y para 1913 cambiaron su nombre por el de Berliner Tennis Club Borussia, ganando su primer título en 1932.
Luego de la Segunda Guerra Mundial, a inicios de la década de los años 50s, emergió como un equipo fuerte en Berlín, pero sus jugadores no integraban la nueva liga profesional de Alemania, la Bundesliga, formada en 1963. Jugó en la Segunda división entre los años 60s y 70s, excepto en 2 periodos en los que jugó en la Bundesliga, en 1974/75 y 1976/77, pero el los años 80s, bajaron a la Oberliga Berlin. 
Siempre los afligieron los problemas financieros, pero no corrieron la misma suerte del resto de equipos en Berlín, los cuales o desaparecían o se fusionaban con otros equipos para sobrevivir. En 1997/98 retornaron a la 2. Bundesliga gracias al apoyo que encontraron en el talento joven que tenían tras ganar la Regionalliga Nordost. Los problemas llegaron en el año 2000, cuando otra vez tuvieron problemas en las finanzas, por lo que perdieron la licencia y fueron descendidos a la Regionalliga Nord (III División), en donde en la temporada 2000/01 terminaron últimos y bajaron a la NOFV-Oberliga Nord (IV División) para la temporada siguiente.
Para el año 2000, el equipo cambió su nombre por el que tienen actualmente, aunque están conscientes del error del cambio, ya que siempre los confunden con un equipo de tenis. Se mantuvo entre la cuarta y quinta categoría hasta la creación de la 3. Liga en el 2008/09 y luego de volver a tener problemas financieros, la nueva administración vio como el equipo descendió a la NOFV-Oberliga Nord (V División) para la temporada 2010/11.
Desde el inicio de la temporada 2010/11 fueron candidatos para el descenso, con problemas se salvaron del descenso directo, pero al final fueron derrotados por el SC Borea Dresden 1-3 en la promoción por la permanencia, descendiendo a la Berlin-Liga, la sexta categoría del fútbol en Alemania por primera vez en su historia.

## Palmarés
- Regionalliga Berlin: 2

1965, 1974
- 2. Bundesliga Nord: 1

1975–76
- Amateur-Oberliga Berlin: 3

1982, 1985, 1991
- Regionalliga Nordost: 2

1995–96, 1997–98
- NOFV-Oberliga Nord: 3

1992–93, 2008–09, 2019-20
- Brandenburg Football Championship: 1

1932
- Campeonato Alemán de Fútbol Amateur: 1

1998
- Berliner Landespokal: 16

1931, 1949, 1951, 1964, 1965, 1973, 1985, 1993, 1995, 1996, 1998, 20001, 2002, 2005, 2006, 2008
1- Equipo Reserva.

## Participación en competiciones de la UEFA
- Copa Intertoto: 1 aparición

1975 - Fase de grupos

## Entrenadores desde 1912
| - Richard Girulatis (1912–1920) - Otto Nerz (1924–1926) - Sepp Herberger (1930–1932) - Lori Polster (1944–1945) - Walter Bussian (1945–1946) - Fritz Mauruschat (1949–1952) - Hermann Lux (1953–1954) - Oswald Osadzuk (1957–1958) - Heinz-Ludwig Schmidt (1958–1962) - Fritz Wilde (1962–1964) - Herbert Siegert (1964–1968) - Fritz Schollmeyer (1971–1972) - Georg Gawliczek (1973–1975) | - Helmuth Johannsen (1975–1976) - Rudi Gutendorf (1976–1977) - Rudi Faßnacht (1977) - Klaus Basikow (1978) - Reinhard Roder (1978–1980) - Peter Eggert (1980, 1981) - Paul Böhm (1980) - Anton Burghardt (1980–1981) - Bernd Erdmann (1981–1982, 1989–1990) - Gerd Bohnsack (1982) - Bernd Hoss (1983–1984) - Gerd Achterberg (1984–1985) | - Eckhard Krautzun (1985–1986) - Wolfgang Sidka (1988–1989, 1993–1994) - Fritz Bohla (1991–1992) - Willibert Kremer (1992–1993, 1994) - Bernd Patzke (1993) - Uwe Jahn (1994, 1994–1995) - Rainer Zobel (1996–1997) - Hermann Gerland (1997–1998) - Stanislav Levý (1998–1999) - Winfried Schäfer (1999–2000) - Mirko Slomka (2000) - Robert Jaspert (2000–2001) | - Friedhelm Haebermann (2001) - Claudio Offenberg (2001–2002) - Peter Ränke (2002–2003) - Theo Gries (2003–2005) - Dejan Raičković (2006–2007) - Johann Gajda (2007–2008) - Markus Schatte (2008, 2011-2014) - Thomas Herbst (2008–2010) - Cemal Yıldız (2010–2011,2017) - Alexander Fritz (2011) - Daniel Volbert (2014-2016) - Thomas Brdarić (2017-) |

## Temporadas desde 1963
| Año     | División                 | Puesto |
| ------- | ------------------------ | ------ |
| 1963–64 | Regionalliga Berlin (II) | 2º     |
| 1964–65 | Regionalliga Berlin (II) | 1º     |
| 1965–66 | Regionalliga Berlin (II) | 2º     |
| 1966–67 | Regionalliga Berlin (II) | 2º     |
| 1967–68 | Regionalliga Berlin (II) | 2º     |
| 1968–69 | Regionalliga Berlin (II) | 3º     |
| 1969–70 | Regionalliga Berlin (II) | 2º     |
| 1970–71 | Regionalliga Berlin (II) | 4º     |
| 1971–72 | Regionalliga Berlin (II) | 4º     |
| 1972–73 | Regionalliga Berlin (II) | 3º     |
| 1973–74 | Regionalliga Berlin (II) | 1º     |
| 1974–75 | Bundesliga (I)           | 17º    |
| 1975–76 | 2. Bundesliga Nord (II)  | 1º     |
| 1976–77 | Bundesliga (I)           | 17º    |
| 1977–78 | 2. Bundesliga Nord (II)  | 10º    |
| 1978–79 | 2. Bundesliga Nord (II)  | 11º    |
| 1979–80 | 2. Bundesliga Nord (II)  | 13º    |
| 1980–81 | 2. Bundesliga Nord (II)  | 17º    |

| Año     | División                      | Puesto |
| ------- | ----------------------------- | ------ |
| 1981–82 | Amateur-Oberliga Berlin (III) | 1º     |
| 1982–83 | Amateur-Oberliga Berlin (III) | 3º     |
| 1983–84 | Amateur-Oberliga Berlin (III) | 2º     |
| 1984–85 | Amateur-Oberliga Berlin (III) | 1º     |
| 1985–86 | 2. Bundesliga (II)            | 19º    |
| 1986–87 | Amateur-Oberliga Berlin (III) | 2º     |
| 1987–88 | Amateur-Oberliga Berlin (III) | 2º     |
| 1988–89 | Amateur-Oberliga Berlin (III) | 8º     |
| 1989–90 | Amateur-Oberliga Berlin (III) | 3º     |
| 1990–91 | Amateur-Oberliga Berlin (III) | 1º     |
| 1991–92 | NOFV-Oberliga Nord (III)      | 4º     |
| 1992–93 | NOFV-Oberliga Nord (III)      | 1º     |
| 1993–94 | 2. Bundesliga (II)            | 19º    |
| 1994–95 | Regionalliga Nordost (III)    | 4º     |
| 1995–96 | Regionalliga Nordost (III)    | 1º     |
| 1996–97 | Regionalliga Nordost (III)    | 6º     |
| 1997–98 | Regionalliga Nordost (III)    | 1º     |
| 1998–99 | 2. Bundesliga (II)            | 6º     |

| Año     | División                | Puesto |
| ------- | ----------------------- | ------ |
| 1999–00 | 2. Bundesliga (II)      | 13º    |
| 2000–01 | Regionalliga Nord (III) | 19º    |
| 2001–02 | NOFV-Oberliga Nord (IV) | 2º     |
| 2002–03 | NOFV-Oberliga Nord (IV) | 4º     |
| 2003–04 | NOFV-Oberliga Nord (IV) | 5º     |
| 2004–05 | NOFV-Oberliga Nord (IV) | 4º     |
| 2005–06 | NOFV-Oberliga Nord (IV) | 5º     |
| 2006–07 | NOFV-Oberliga Nord (IV) | 3º     |
| 2007–08 | NOFV-Oberliga Nord (IV) | 6º     |
| 2008–09 | NOFV-Oberliga Nord (V)  | 1º     |
| 2009–10 | Regionalliga Nord (IV)  | 15º    |
| 2010–11 | NOFV-Oberliga Nord (V)  | 14º    |
| 2011–12 | Berlin-Liga (VI)        | 11º    |
| 2012–13 | Berlin-Liga (VI)        | 8°     |
| 2013–14 | Berlin-Liga (VI)        | 4°     |
| 2014–15 | Berlin-Liga (VI)        | 1º     |
| 2015–16 | NOFV-Oberliga Nord (V)  | 4°     |
| 2016–17 | NOFV-Oberliga Nord (V)  | 6°     |